# Budostal
Budostal – nazwa organu zarządzania organizacją budowlaną w okresie PRL powołaną do budowy Huty im. Lenina w Krakowie, której nazwa ulegała zmianom. W 1950 utworzono Zjednoczenie Budowy Nowej Huty, któremu zmieniono nazwę na Zjednoczenie Przemysłowe Budowy Nowej Huty, w 1955 Zjednoczenie Przemysłowe Budowy Huty im. Lenina. W 1958 zjednoczenie przekształcono w Przedsiębiorstwo Przemysłowe Budowy Huty im. Lenina, na bazie którego w 1973 utworzono Zjednoczenie Budownictwa Przemysłowego "Budostal". Dwa przedsiębiorstwa – „Budostal-4” i „Budostal-6”, zajmowały się realizacją Huty Katowice; wszystkie i innych zadań. Zjednoczenie zlikwidowano w 1991.

## Jednostki organizacyjne zjednoczenia
- Przedsiębiorstwo Budownictwa Przemysłowego „Budostal-1”, Kraków, ostatnio Przedsiębiorstwo Budownictwa Przemysłowego „Budostal-1” S.A., zlikwidowane w 2009
- Przedsiębiorstwo Budownictwa Przemysłowego „Budostal-2”, Kraków, obecnie Przedsiębiorstwo Budownictwa Przemysłowego „Budostal-2” S.A. w upadłości
- Przedsiębiorstwo Budownictwa Przemysłowego „Budostal-3”, Kraków, Przedsiębiorstwo Budownictwa Przemysłowego „Budostal-3” S.A., w upadłości od 2010
- Przedsiębiorstwo Budownictwa Przemysłowego „Budostal-4”, Dąbrowa Górnicza, od 1993 Przedsiębiorstwo Produkcji Przemysłowej „Budostal-4” S.A.
- Przedsiębiorstwo Robót Inżynieryjnych „Budostal-5”, Kraków, od 1993 Przedsiębiorstwo Budownictwa Przemysłowego „Budostal-5” S.A., w upadłości likwidacyjnej od 2012
- Przedsiębiorstwo Robót Inżynieryjnych „Budostal-6”, Dąbrowa Górnicza, następnie Przedsiębiorstwo Robót Inżynieryjnych „Budostal-6” S.A., zlikwidowane
- Przedsiębiorstwo Robót Wykończeniowych „Budostal-7”, Kraków, ostatnio Przedsiębiorstwo Budownictwa Specjalistycznego „Budostal” S.A., zlikwidowane
- Przedsiębiorstwo Robót Zmechanizowanych „Budostal-8”, Kraków, od 1994 Przedsiębiorstwo Robót Zmechanizowanych „Budostal-8” S.A.
- Przedsiębiorstwo Produkcji Pomocniczej „Budostal-9”, Kraków, ostatnio Przedsiębiorstwo Budownictwa, Odnowy Zabytków i Produkcji Przemysłowej "Budostal-9", nie istnieje
- Biuro Projektowo – Badawcze Budownictwa Przemysłowego Budostal Sp. z o.o., Kraków, zlikwidowane